# Volejbolen klub CSKA (femminile)
Il Volejbolen klub CSKA è una società pallavolistica femminile bulgara con sede a Sofia, appartenente all'omonima polisportiva: milita nel campionato di Superliga.

## Storia
Il Volejbolen klub CSKA è stato fondato il 5 maggio 1948: la squadra approda nella Superliga a partire dalla stagione 1962-63. Nell'annata 1968-69 ottiene il primo successo, ossia la vittoria della Coppa di Bulgaria, mentre la vittoria del primo campionato arriva nella stagione 1977-78.
I risultati ottenuti in patria portano il club a disputare le competizioni europee: nella stagione 1978-79 vince per la prima volta la Coppa dei Campioni.
Durante tutti gli anni 1980 e nella prima metà degli anni 1980 il CSKA ottiene numerosi successi a livelli nazionale, oltre alla vittoria della Coppa delle Coppe 1981-82 e della Coppa dei Campioni 1983-84.
A partire dagli anni 2000 la squadra torna ad una serie di successi sia in campionato che in Coppa di Bulgaria.

## Rosa 2018-2019
| N° | Nome               | Ruolo | Data di nascita  | Nazionalità sportiva |
| -- | ------------------ | ----- | ---------------- | -------------------- |
| 1  | Diana Nenova       | P     | 16 aprile 1985   | Bulgaria             |
| 3  | Nelina Spasova     | C     | -                | Bulgaria             |
| 4  | Polina Nejkova     | P     | 7 ottobre 1998   | Bulgaria             |
| 6  | Darina Kumanova    | S     | 30 giugno 2001   | Bulgaria             |
| 7  | Mihaela Mihajlova  | L     | 22 maggio 1999   | Bulgaria             |
| 8  | Ralina Doškova     | O     | 7 giugno 1995    | Bulgaria             |
| 9  | Sonja Haralambeva  | C     | 24 luglio 1999   | Bulgaria             |
| 10 | Nikol Dankinova    | S     | 29 aprile 2002   | Bulgaria             |
| 11 | Silvija K'oseva    | C     | 23 agosto 1989   | Bulgaria             |
| 12 | Iveta Stančulova   | C     | 11 agosto 1997   | Bulgaria             |
| 13 | Madlen Raševa      | S     | 1º marzo 1998    | Bulgaria             |
| 14 | Borislava Săjkova  | C     | 14 luglio 2000   | Bulgaria             |
| 15 | Martina Hikova     | S     | 22 marzo 1995    | Bulgaria             |
| 16 | Desislava Nikolova | S     | 21 dicembre 1991 | Bulgaria             |
| 17 | Natali Petrova     | S     | 20 novembre 1999 | Bulgaria             |
| 19 | Kristiana Belecova | L     | 23 agosto 2000   | Bulgaria             |

## Palmarès
- Campionato bulgaro: 22

1977-78, 1978-79, 1981-82, 1982-83, 1984-85, 1985-86, 1986-87, 1987-88, 1988-89, 1990-91,
1991-92, 1992-93, 1994-95, 1999-00, 2003-04, 2004-05, 2006-07, 2007-08, 2009-10, 2010-11,
2011-12, 2012-13
- Coppa di Bulgaria: 19

1968-69, 1975-76, 1978-79, 1980-81, 1981-82, 1982-83, 1984-85, 1985-86, 1987-88, 1988-89,
1992-93, 1994-95, 1995-96, 1999-00, 2003-04, 2007-08, 2009-10, 2010-11, 2012-13
- Coppa dei Campioni: 2

1978-79, 1983-84
- Coppa delle Coppe: 1

1981-82